# Prêmio Internacional de Mangá
O Prêmio Internacional de Mangá (português brasileiro) ou Prémio Internacional de Manga (português europeu) (国際漫画賞, Kokusai manga shou), estabelecido em 2007, é um prêmio que tem como objetivo encorajar trabalhos de mangakas não-japoneses. Foi criado pelo ex-ministro das Relações Exteriores e atual primeiro-ministro do Japão Tarō Asō, que é fã de mangás.

## Vencedores
- Sun Zi's Tactics, de Lee Chi Ching.